# (2876) Eschyle
(2876) Eschyle (désignation internationale (2876) Aeschylus ; désignation provisoire 6558 P-L) est un petit astéroïde de la ceinture d'astéroïdes, dans le Système solaire. Il a été découvert à l'Observatoire Palomar par Cornelis Johannes van Houten, Ingrid van Houten-Groeneveld et Tom Gehrels le 24 septembre 1960.
Il a été baptisé en hommage à Eschyle, poète tragique de la Grèce antique ayant vécu au Ve siècle av. J.-C.